# Jumpin', Jumpin'
Jumpin', Jumpin' is een nummer van de Amerikaanse r&b-groep Destiny's Child uit 2000. Het is de vierde en laatste single van hun tweede studioalbum The Writing's on the Wall.
Het nummer werd een hit in Noord-Amerika, Oceanië en een paar Europese landen. In de Amerikaanse Billboard Hot 100 haalde het de 3e positie. In de Nederlandse Top 40 was het met een 5e positie ook erg succesvol. In de Vlaamse Ultratop 50 was weer iets minder succesvol met een bescheiden 31e positie.